# Б-акции
Б-акции — акции с разными условиями и имеющие разный класс.

## В Китае
Б-акции (англ. B share, кит.: B股) — акции на Шанхайской и Шэньчжэньской фондовых биржах, продаваемые в иностранной валюте. Те акции, что продаются в юанях на этих двух материковых китайских биржах, называются А-акции. Акции типа Б, в отличие от типа А, свободно могут приобретаться нерезидентами на внутреннем рынке за иностранную валюту (доллар США, гонконгский доллар).
Номинал Б-акций выражен в юанях. В Шанхае Б-акции продаются в долларах США, в то время как в Шэньчжэне — в гонконгских долларах.

## На Нью-Йоркской фондовой бирже
На Нью-Йоркской фондовой бирже Б-акции несут «фоновые нагрузки» (в отличие от А-акций, где есть комиссия за первичную покупку — отнимается от суммы инвестиций и, как результат, понижает размер инвестиций).